# Championnat d'Europe de vitesse par équipes féminin
Le Championnat d'Europe de vitesse par équipes féminin est le championnat d'Europe de la vitesse par équipes organisé annuellement par l'Union européenne de cyclisme dans le cadre des championnats d'Europe de cyclisme sur piste élites.

## Palmarès
| Année | Or                                                                                  | Argent                                                                             | Bronze                                                                    |
| ----- | ----------------------------------------------------------------------------------- | ---------------------------------------------------------------------------------- | ------------------------------------------------------------------------- |
| 2010  | France Sandie Clair Clara Sanchez                                                   | Grande-Bretagne Victoria Pendleton Jessica Varnish                                 | Allemagne Kristina Vogel Miriam Welte                                     |
| 2011  | Grande-Bretagne Victoria Pendleton Jessica Varnish                                  | Ukraine Lyubov Shulika Olena Tsos                                                  | Allemagne Kristina Vogel Miriam Welte                                     |
| 2012  | Lituanie Gintarė Gaivenytė Simona Krupeckaitė                                       | Russie Daria Shmeleva Anastasiia Voinova                                           | France Olivia Montauban Sandie Clair                                      |
| 2013  | Russie Elena Brezhniva Olga Streltsova                                              | Allemagne Kristina Vogel Miriam Welte                                              | Grande-Bretagne Jessica Varnish Rebecca James                             |
| 2014  | Russie Elena Brezhniva Anastasiia Voinova                                           | Allemagne Miriam Welte Kristina Vogel                                              | Pays-Bas Elis Ligtlee Shanne Braspennincx                                 |
| 2015  | Russie Anastasiia Voinova Daria Shmeleva                                            | Allemagne Miriam Welte Kristina Vogel                                              | Pays-Bas Laurine van Riessen Elis Ligtlee                                 |
| 2016  | Russie Anastasiia Voinova Daria Shmeleva                                            | Espagne Tania Calvo Helena Casas                                                   | Lituanie Simona Krupeckaitė Miglė Marozaitė                               |
| 2017  | Russie Anastasiia Voinova Daria Shmeleva                                            | Allemagne Miriam Welte Kristina Vogel Pauline Grabosch                             | Pays-Bas Kyra Lamberink Shanne Braspennincx Hetty van de Wouw             |
| 2018  | Russie Anastasiia Voinova Daria Shmeleva                                            | Ukraine Lyubov Basova Olena Starikova                                              | Allemagne Miriam Welte Emma Hinze                                         |
| 2019  | Russie Anastasiia Voinova Daria Shmeleva Ekaterina Rogovaya                         | Allemagne Lea Sophie Friedrich Emma Hinze                                          | Pays-Bas Kyra Lamberink Shanne Braspennincx Steffie van der Peet          |
| 2020  | Russie Anastasiia Voinova Daria Shmeleva Natalia Antonova Ekaterina Rogovaya        | Grande-Bretagne Millicent Tanner Blaine Ridge-Davis Lusia Steele Lauren Bate       | Ukraine Lyubov Basova Olena Starikova Oleksandra Lohviniuk                |
| 2021  | Pays-Bas Shanne Braspennincx Kyra Lamberink Hetty van de Wouw Steffie van der Peet  | Allemagne Lea Sophie Friedrich Pauline Grabosch Alessa-Catriona Pröpster           | Russie Natalia Antonova Daria Shmeleva Yana Tyshchenko Anastasiia Voinova |
| 2022  | Allemagne Lea Sophie Friedrich Pauline Grabosch Emma Hinze                          | Pays-Bas Shanne Braspennincx Kyra Lamberink Hetty van de Wouw Steffie van der Peet | Pologne Marlena Karwacka Urszula Łoś Nikola Sibiak                        |
| 2023  | Allemagne Lea Sophie Friedrich Pauline Grabosch Emma Hinze Alessa-Catriona Pröpster | Grande-Bretagne Lauren Bell Emma Finucane Katy Marchant Sophie Capewell            | Pays-Bas Kyra Lamberink Steffie van der Peet Hetty van de Wouw            |
| 2024  | Allemagne Lea Sophie Friedrich Pauline Grabosch Emma Hinze                          | Grande-Bretagne Sophie Capewell Emma Finucane Katy Marchant Lowri Thomas           | Pays-Bas Kyra Lamberink Hetty van de Wouw Steffie van der Peet            |
| 2025  | Pays-Bas Kimberly Kalee Hetty van de Wouw Steffie van der Peet                      | Grande-Bretagne Lauren Bell Rhian Edmunds Rhianna Parris-Smith                     | Allemagne Lea Sophie Friedrich Pauline Grabosch Clara Schneider           |

## Tableau des médailles
| Rang  | Nation          | Or | Argent | Bronze | Total |
| ----- | --------------- | -- | ------ | ------ | ----- |
| 1     | Russie          | 8  | 1      | 1      | 10    |
| 2     | Allemagne       | 3  | 6      | 4      | 13    |
| 3     | Pays-Bas        | 2  | 1      | 6      | 9     |
| 4     | Grande-Bretagne | 1  | 5      | 1      | 7     |
| 5     | France          | 1  | 0      | 1      | 2     |
| 5     | Lituanie        | 1  | 0      | 1      | 2     |
| 7     | Ukraine         | 0  | 2      | 1      | 3     |
| 8     | Espagne         | 0  | 1      | 0      | 1     |
| 9     | Pologne         | 0  | 0      | 1      | 1     |
| Total | Total           | 16 | 16     | 16     | 48    |